# Каллаган, Иан
Иан Ро́берт Ка́ллаган (англ. Ian Robert Callaghan; родился 10 апреля 1942 года в Токстете, пригороде Ливерпуля) — английский футболист, полузащитник. Является рекордсменом английского клуба «Ливерпуль» по количеству проведённых матчей — он сыграл в 857 играх за 19 сезонов в период с 1958 по 1978 годы. Ему также принадлежит рекорд по количеству матчей, проведённых одним игроком в чемпионате и в розыгрышах Кубка Англии (857 и 79 соответственно).

## Биография
Иан Каллаган пришёл в «Ливерпуль» в 15 лет.
Существует любопытная легенда, которая гласит — Когда уходил Билли Лиддел, его спросили, есть ли в рядах «Ливерпуля» достойный преемник, на что Билли ответил: «Есть 17-летний парень по имени Иан Каллаган, который похож на меня».
Каллаган впервые вышел на поле в составе «Ливерпуля» в матче Второго дивизиона 16 апреля 1960 года.(через 6 дней, после восемнадцатилетия). Иан был преисполнен благоговейного страха: «Как все другие в Ливерпуле я очень знал об уважении, которое внушал великий Билли Лиддел, и это было удивительным, что я заменил его. Он был великим человеком, который давал мне хороший советы и был всегда очень добр ко мне». «Ливерпуль» разбил «Бристоль Роверс» 4:0, и игра Каллаган захватывала воображение. Когда прозвучал финальный свисток его приветствовали непрерывными аплодисментами 27 тысяч зрителей, игроки обеих команд и рефери! Заголовок в местной газете «The Daily Post» гласил «Запомните дебют Каллагана.» В «Daily Express» Грэм Фишер написал: «Для правого вингера «Ливерпуля» Иана Каллагана, участника четырех игр Центральной Лиги, состоялся самый превосходный дебют Лиги, который я имел удовольствие засвидетельствовать.» Всего он принял участие в 6 играх.
Шенкли однако не решился до конца положиться на, ещё слишком юного игрока и все-таки купил перед началом следующего сезона Кевина Льюиса. Льюис забил 22 гола в 36 играх, а Иану пришлось подождать.
«Ливерпуль» вышел в Первый дивизион в 1961-62 г. и с ноября больше никогда его не покидал, а Иан Каллаган постоянно играл в основном составе в течение следующих 15 лет!
В первой половине карьеры Каллаган играл на правом крыле полузащиты, левым вингером в это время был Питер Томпсон. Вдвоём они регулярно снабжали голевыми передачами форвардов «красных» Роджера Ханта и Иана Сент-Джона. Современникам особенно запомнился пас Иана Каллагана Сент-Джону, забившему победный гол в финале кубка Англии в 1965 г. Счёт в дополнительное время, после голов Роджера Ханта и Билли Бремнера, был 1:1. Иан сделал навес справа, и Сент-Джон головой вколотил мяч в сетку. «Ливерпуль» победил «Лидс» 2:1 и впервые выиграл Кубок Англии. Из воспоминаний Каллагана: «Вспоминаю Уэмбли-1965 и «Ливерпуль», впервые поднимающий Кубок Англии. Это было моё первое появление на стадионе, и я приложил руку, или скорее ногу, к победому голу.»
В сезоне 1970/71 Каллаган перенёс операцию колена. Брайан Холл занял его место на правом крыле. Некоторые посчитали, что карьере Иана в «Ливерпуле» пришёл конец, потому что в составе команды была полно молодых игроков, а он слишком стар для команды.
Однако у Билла Шенкли были другие идеи. Когда Каллаган возвратился в строй, Шенкли переместил его в центр полузащиты. Понимание Каллаганом игры и невероятная работоспособность делала его идеальным для этой позиции. Каллаган установил новый рекорд по количеству игр, сыгранных за «Ливерпуль» в сезон 1972-73 г., побив наиболее древний рекорд Билли Лиддела в 495 игр.
Далее последовали 3 чемпионские медали — в 1973, 1976 и 1977 годах. Он играл в финалах Кубка Англии — выигранных в 1965 и 1974 годах и проигранных в 1971 и 1977 годах. Он выигрывал Кубок УЕФА в 1973 и 1976 годах. В 1977 году «Ливерпуль» впервые выиграл Кубок европейских чемпионов разгромив в Риме «Боруссию» из Мёнхенгладбаха. Вместе с клубом он одержал вторую победу в Кубке европейских чемпионов, когда на Уэмбли 1:0 был обыгран «Брюгге», хотя и не выходил на поле, а находился в запасе. В своём последнем сезоне за «красных» Иан сыграл 41 игру и забил 1 гол. Он покинул своё место после прихода в команду Грэма Сунесса в январе 1978 г. Летом 1978 года после 19-ти сезонов в «Ливерпуле» он покинул клуб…
Покинув «Ливерпуль», Каллаган провёл в 1978 г. (в аренде) 20 матчей в США за «Форт-Лодердейл Страйкерс»: вместе с известными британскими футболистами — Гордоном Бэнксом и Джорджем Бестом. После этого Каллаган стал под крыло своего бывшего партнёра, а теперь тренера «Суонси Сити» Джону Тошаку. За два сезона они вывели клуб из четвёртого английского дивизиона во второй.
Иан был в составе австралийского «Канберра Сити», фактически выступая в аренде в ирладндском «Корк Хибернианс», должен был играть за норвежский «Сандефьёрд», но не получил разрешения на работу в Норвегии. Закончил Иан Каллаган карьеру на родине в составе «Кру Александры», установив новый рекорд по количеству матчей, сыгранных в Кубке Англии — 88.
Из футбола он ушёл осенью 1981 года в возрасте 39 лет. В принципе он мог играть и дальше, однако ему помешала травма ахиллова сухожилия.

## Выступление за сборную Англии
Впервые Иана Каллагана пригласили в состав национальной команды перед чемпионатом мира 1966 года, в Англии. Он участвовал в товарищеском матче со сборной Финляндии. Во время самого чемпионата Каллаган сыграл 20 июля 1966 г. в матче 3-го тура группового этапа с Францией, который англичане выиграли 2:0.
В итоге Иан Каллаган стал чемпионом мира.
Каллаган был отличным полузащитником, но ему не повезло в том смысле, что тренер сборной Англии Альф Рамсей предпочитал необычную для того времени тактику без ярко выраженных фланговых полузащитников. Его команду, победившую на чемпионате мира 1966 года, за это называли «бескрылое чудо». Иану там попросту не было места.
Вторично Каллагана позвали в сборную лишь 11 лет спустя! Осенью 1977 года он выходил на поле в матчах с Люксембургом и Швейцарией уже будучи центральным полузащитником — в возрасте 35 лет и 185 дней. Его же карьера в сборной, если брать дистанцию между первым и последним матчем, длилась 11 лет и 108 дней.
В мае 2009 года Иан вместе с другими игроками, которые были в заявке сборной Англии на чемпионат мира 1966 года, но не приняли участия в финальной встрече, получил золотую медаль.

## Достижения

### Как игрок
- Чемпион Англии: (5) 1964, 1966, 1973, 1976, 1977
- Обладатель Кубка Англии:(2) 1965, 1974
- Обладатель Суперкубка Англии: (6) 1964*, 1965*, 1966, 1974, 1976, 1977* (*титул был присвоен обоим клубам)
- Обладатель Кубка Европейских чемпионов: (2) 1977, 1978
- Обладатель Кубка УЕФА:  (2) 1973, 1976
- Обладатель Суперкубка УЕФА: 1977
- чемпион мира: 1966
- Обладатель Кубка Уэльса: 1981

### Личные награды
- Футболист года по версии Ассоциации футбольных журналистов: 1974
- Член Ордена Британской империи: 1974